# بخشیده‌شده (فیلم ۲۰۲۱)
بخشیده‌شده (انگلیسی: The Forgiven) فیلمی به نویسندگی کارگردانی جان مایکل مک‌دونا است که در ۲۰۲۱ منتشر شد. بازیگران این فیلم ریف فاینز، جسیکا چستین، کلب لندری جونز، سعید تغماوی و مت اسمیت هستند.
بخشیده‌شده نخستین نمایش جهانی خود را در جشنواره بین‌المللی فیلم تورنتو در ۱۱ سپتامبر ۲۰۲۱ داشت، و در ایالات متحده در ۱ ژوئیه ۲۰۲۲ توسط رودساید اترکشنز و ورتیکال انترتینمنت اکران شد و قرار است در بریتانیا توسط فوکس فیچرز و یونیورسال پیکچرز در تاریخ ۲ سپتامبر ۲۰۲۲ اکران شود.